# Mehan
Mehan es un lugar designado por el censo ubicado en el condado de Payne en el estado estadounidense de Oklahoma. En el Censo de 2020 tenía una población de 34 habitantes y una densidad poblacional de 94,44 habitantes por km². Fue incluido como CDP en el censo de 2020.

## Geografía
Mehan se encuentra ubicado en las coordenadas 36°2′41″N 96°56′33″O / 36.04472, -96.94250. Según la Oficina del Censo de los Estados Unidos,  tiene una superficie total de 0,36 km², todos correspondientes a tierra firme.